# Пшеничный, Борис Николаевич (математик)
Борис Николаевич Пшеничный (24 апреля 1937, Киев — 17 октября 2000) — советский учёный в области математики и кибернетики, доктор физико-математических наук, академик НАН Украины, лауреат премии Ленинского комсомола им. М. Островского, 1978 — лауреат Государственной премии УССР в области науки и техники — за «Энциклопедию кибернетики» в двух томах, 1981 — Государственной премии СССР. Награждён грамотой Президиума ВР УССР, 1994 — лауреат премии им. Глушкова, 1999 — Государственной премии Украины в области науки и техники.

## Биография
В 1959 году закончил обучение в Львовском государственном университете, дипломную работу писал у Ярослава Лопатинского.
Больше 30 лет отработал в Институте кибернетики НАН Украины — от распределения по учёбе до 1996 года. Преподавал в Киевском национальном университете имени Тараса Шевченко.
В 1964 году защитил кандидатскую — «Численные методы расчёта транспортных сетей», 1969 — докторскую диссертацию — «Необходимые условия экстремума и дифференциальные игры».
В 1974 — профессор, в 1985 — член-корреспондент НАН Украины, в 1992 — академик НАНУ.
В своих научных трудах исследовал математические методы решения задач теоретической кибернетики и прикладной математики, по разработке систем моделирования и оптимизации.
Основал собственную научную школу. Подготовил более 50 кандидатов и 10 докторов наук.
Опубликовано около 1000 статей, более 170 научных трудов, из них 8 монографий, переведённые на английском, немецком и французском языках.
Исследовал:
- проблемы проектирования сетей,
- теорию графов,
- математическое программирование,
- теорию и численные методы оптимизации,
- теорию оптимального управления,
- дифференциальные игры,
- выпуклый анализ и необходимые условия экстремума,
- многозначные отображения и дифференциальные включения,
- модели экономической динамики,
- минимаксное оценивание параметров,
- проблемы поиска объектов, которые движутся,
- решение вариационных неравенств.

Умер 17 октября 2000 года. Похоронен на Байковом кладбище (участок № 49а).

## Научные труды
- Пшеничный Б. Н. Двойственный метод в экстремальных задачах, 1, Кибернетика, № 3, (1965), c. 89-95
- Пшеничный Б. Н. Необходимые условия экстремума в задачах частично-выпуклого программирования, Кибернетика, № 2, (1969), c. 90-93
- Пшеничный Б. Н. Принцип двойственности в задачах выпуклого программирования, Вычислительная математика и математическая физика, т. 5, № 1, (1965), c. 98-106
- Пшеничный Б. Н. Необходимые условия экстремума. — М.: Наука, 1969. — 150 с.
- Пшеничный Б. Н. Выпуклый анализ и экстремальные задачи. М.: Наука, Главная редакция физико-математической литературы, 1980, 320 с.